# Parafia Zaśnięcia Najświętszej Maryi Panny w Czyżach
Parafia Zaśnięcia Przenajświętszej Bogurodzicy – parafia prawosławna w Czyżach, w dekanacie Hajnówka diecezji warszawsko-bielskiej.
Na terenie parafii funkcjonują 3 cerkwie i 1 kaplica:
- cerkiew Zaśnięcia Najświętszej Maryi Panny w Czyżach – parafialna
- cerkiew Świętych Kosmy i Damiana w Czyżach – cmentarna
- cerkiew Świętych Męczenników Ziemi Chełmskiej i Podlaskiej w Zbuczu – filialna[1]
- kaplica św. Aleksego w Kojłach – filialna

## Historia
Parafia istniała już w XVII w. Cerkiew pochodząca z tego czasu spłonęła w 1984. Na jej miejsce przywieziono drewnianą cerkiew z Hajnówki, która pozostawała w Czyżach do 1993, a aktualnie znajduje się w Białymstoku.
Obecną murowaną cerkiew parafialną zbudowano w latach 1984–1993.
W 1900 parafia należała do dekanatu Kleszczele w nowo powstałej eparchii grodzieńskiej i brzeskiej. Na obszarze parafii leżały wsie: Czyże, Kojły, Kuraszewo, Lady, Leniewo, Łuszcze, Osówka, Podrzeczany, Rakowicze, Zbucz.
We wsi Zbucz rozpoczęto 27 maja 2012 budowę filialnej cerkwi pod wezwaniem Świętych Męczenników Ziemi Chełmskiej i Podlaskiej. Cerkiew została poświęcona 29 maja 2016 przez metropolitę warszawskiego i całej Polski Sawę.
W 2016 poświęcono nowy dom parafialny.
Na obszarze parafii leżą miejscowości: Czyże, Rakowicze, Zbucz, Osówka, Kojły, Podrzeczany i przysiółek Hrabniak z ogólną liczbą 950 osób.

## Proboszczowie
- 1914–1915 – ks. Leonidas Naumow
- przerwa w funkcjonowaniu parafii (bieżeństwo)
- 1918–1924 – ks. Leonidas Naumow
- 1965–1988 – ks. Włodzimierz Cybuliński
- 1990–2015 – ks. Jan Romańczuk
- 2015–2020 – ks. Jerzy Kulik
- od 2020 – ks. Leon Anchim[5]

## Galeria

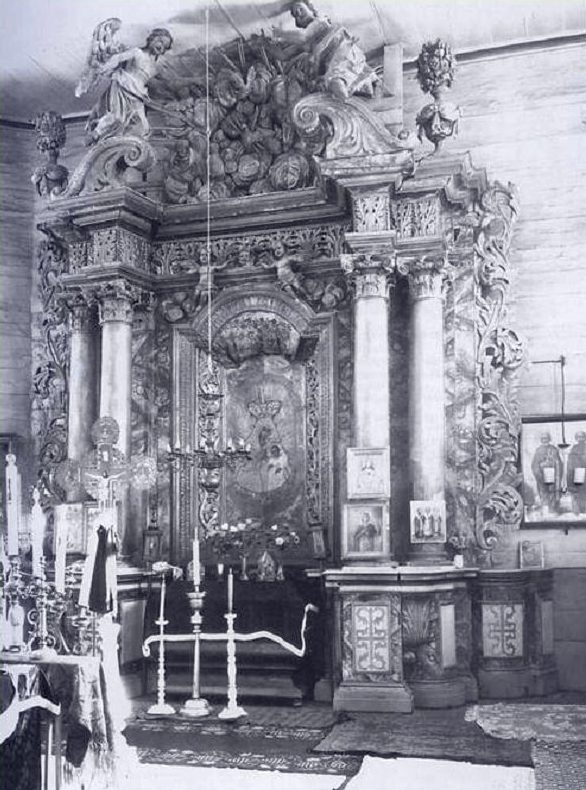
Ołtarz w dawnej cerkwi parafialnej (spalonej w 1984)
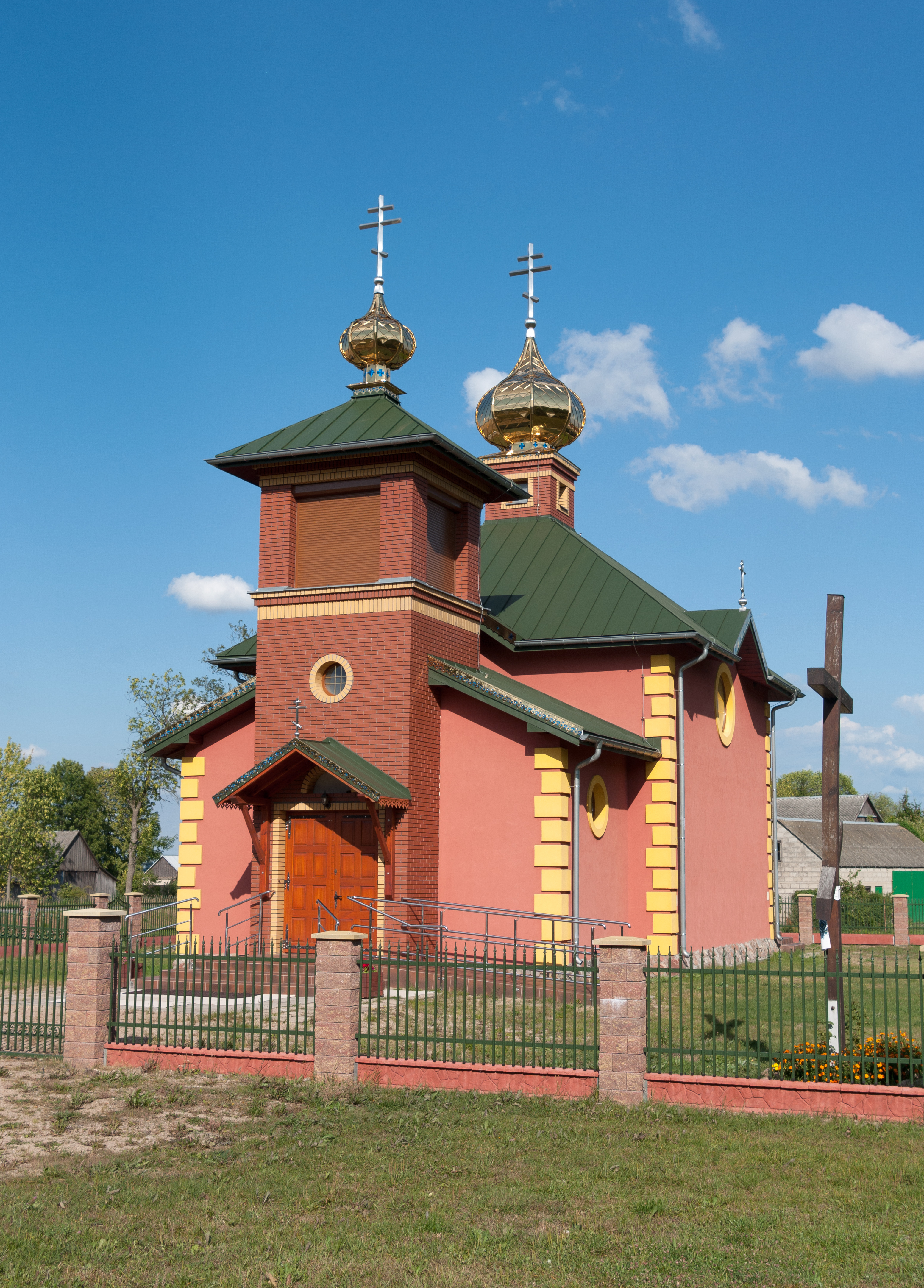
Cerkiew filialna Świętych Męczenników Ziemi Chełmskiej i Podlaskiej w Zbuczu
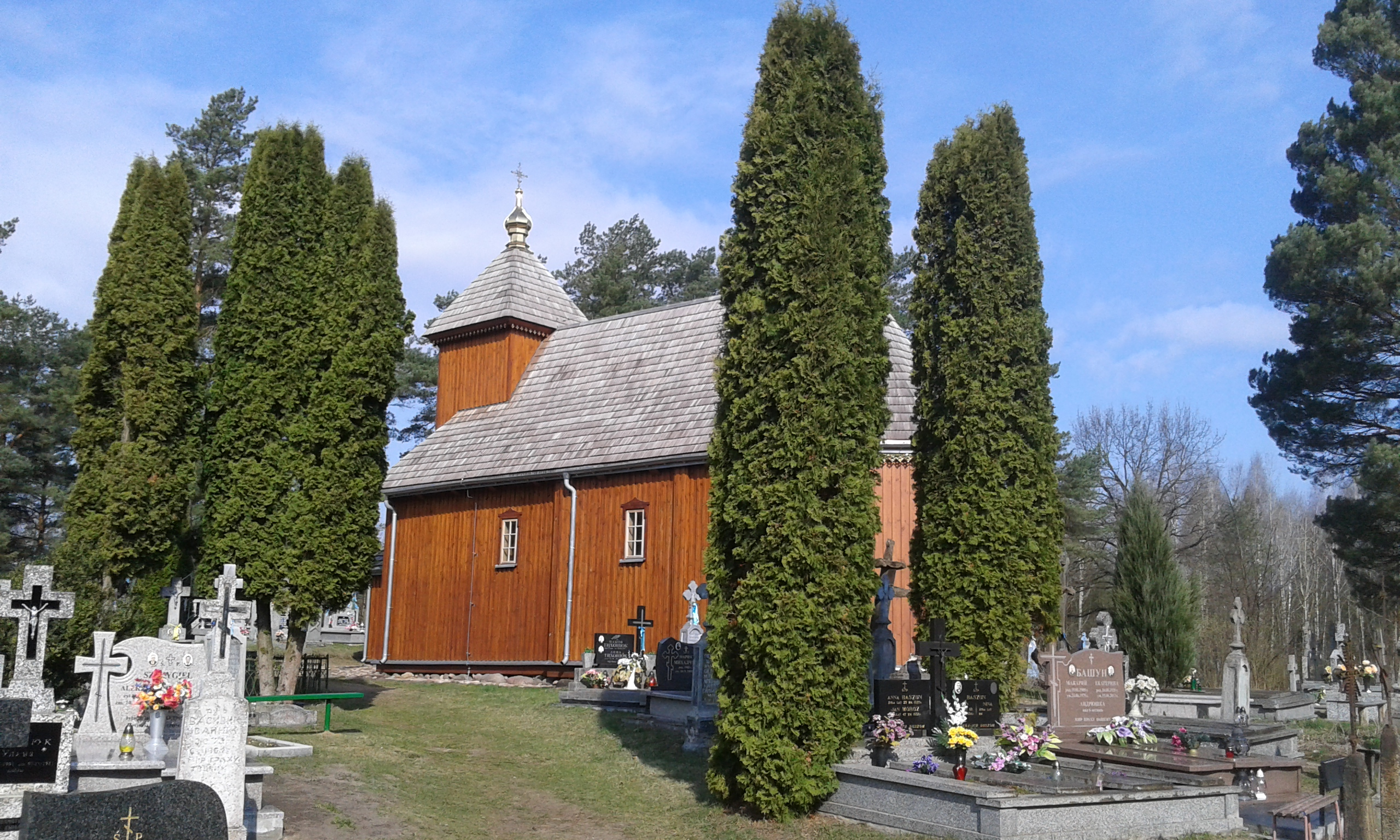
Cerkiew cmentarna Świętych Kosmy i Damiana w Czyżach
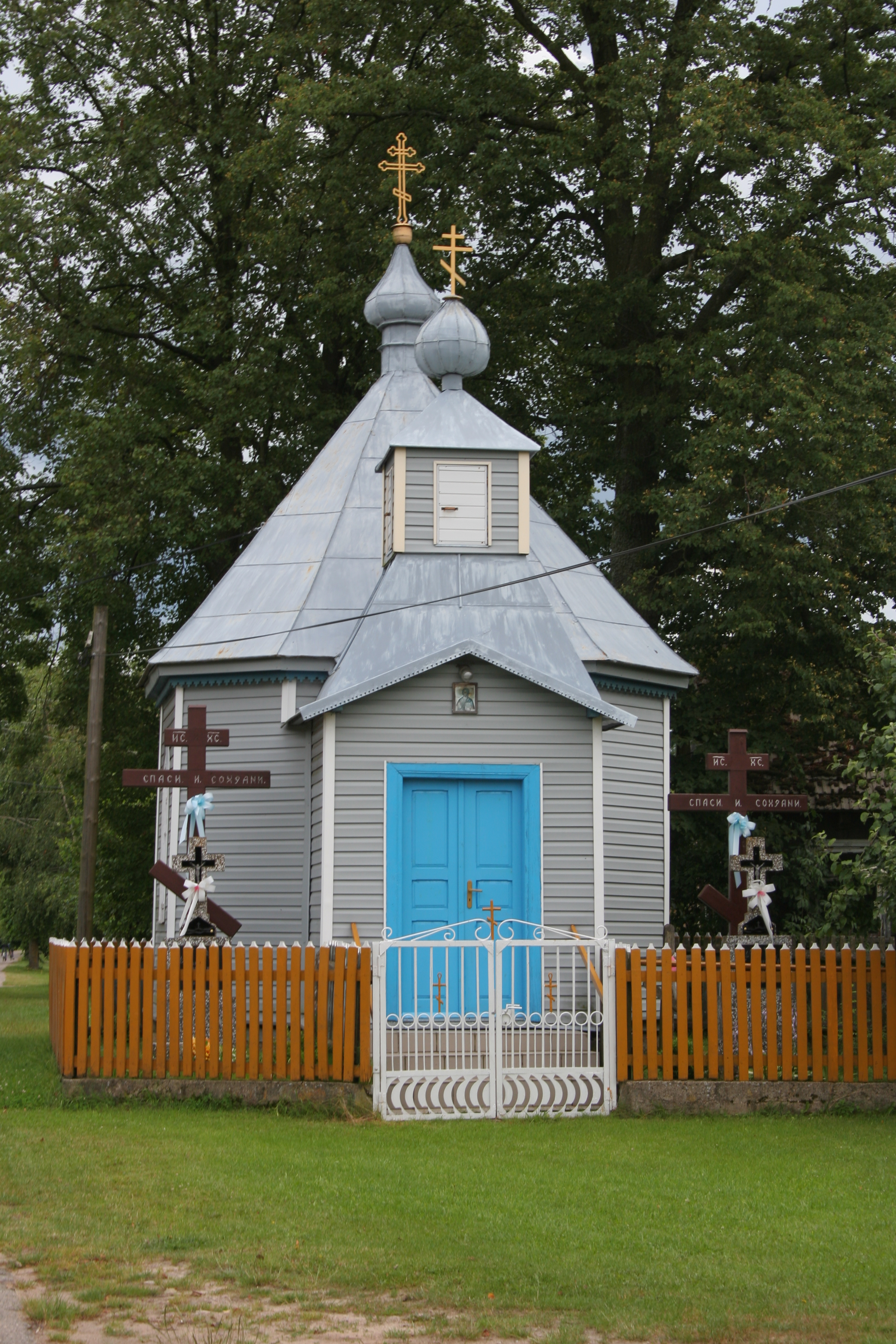
Kaplica św. Aleksego w Kojłach